# Академия финансов и бизнеса Вистула
Академия финансов и бизнеса Вистула (пол. Akademia Finansów i Biznesu Vistula) — университет в Польше, осуществляющий обучение в области экономики, бизнеса, финансов и информатики, расположенный в городе Варшава. Создан в 1991 году, современное название носит с 2012 года.

## История

### Даты
| Годы | Наименование учебного заведения: |
| ---- | --- |
| 1991 | Фонд содействия страхованию Польши учреждает Университет страхования и банковского дела.                                                                           |
| 1992 | Университет внесён в реестр негосударственных вузов Министерства национального образования и спорта Польши.                                                        |
| 2005 | Сенат Университета принимает решение изменить название на Финансовая академия.                                                                                     |
| 2012 | Университет Вислы присоединяется к Финансовой академии, в то же время объединённому учебному заведению присваивается название Академия финансов и бизнеса Вистула. |
| 2014 | Европейскую академию искусств в Варшаве входит в состав Университета.                                                                                              |
| 2015 | Университет управления в Варшаве входит в состав Университета. |

### Ректоры
- 2000—2010 — Павел Божик
- 2010—2014 — Кшиштоф Рыбиньски
- 2014—2016 — Марек Кульчицкий
- 2016—2019 — Витольд Орловский
- 2019—по н. в. — Вавжинец Конарски

## Современность
Университет готовит студентов по 22 направлениям по программам бакалавриата, магистратуры и докторантуры. Обучение проходит на польском и английском языках. В университете обучаются студенты из 38 стран. В штате университета 210 преподавателей, из низ 50 имеют учёную степень доктора наук.
В соответствии с национальным рейтингом «Perspektywy» университет находится в десятке лучших частных вузов Польши.

### Факультеты
- Факультет бизнеса и международных отношений
- Факультет филологии
- Инженерный факультет
- Европейский факультет искусств

### Кампус
Кампус расположен в Варшаве. Учебный корпус занимает 29 000 м² и адаптирован к потребностям людей с ограниченными возможностями. На территории кампуса расположен спортивный комплекс.